# Epimelitta mneme
Epimelitta mneme är en skalbaggsart som först beskrevs av Newman 1841.  Epimelitta mneme ingår i släktet Epimelitta och familjen långhorningar. Inga underarter finns listade i Catalogue of Life.